# Хрустящая жареная курица
Хрустящая жареная курица или Хрустящий жареный цыпленок (упрощенный китайский: 炸子鸡, традиционный китайский: 炸子雞) — традиционное блюдо кантонской кухни южного Китая и Гонконга. Курица обжаривается таким образом, что кожа становится очень хрустящей, а белое мясо относительно мягким. Для этого курицу сначала отваривают со специями (например, анисом, корицей, мускатным орехом, сычуаньским перцем, имбирем, фенхелем, и зелёным луком), высушивают, затем покрывают курицу сиропом из уксуса и сахара, подвешивают её на несколько часов и дают ему полностью высохнуть (что помогает сделать кожу хрустящей), после чего курицу обжаривают во фритюре.
Блюдо часто подают с двумя гарнирами, перцовой солью (椒鹽) и креветочными крекерами (蝦片).
Перечная соль, окрашенная в грязно-белый или серый цвет, отдельно обжаривается в воке. Она сделана из соли и сычуаньского перца.
Обычно это блюдо едят на ночь. Это также одно из традиционных блюд из курицы, которое подают на китайских и других азиатских свадьбах.
Поскольку приготовление жареного цыпленка требует много времени, его редко используют в качестве повседневного обеда или ужина, а готовят для праздников и банкетов.